# Trotwood
Trotwood är en stad i Montgomery County i Ohio. Vid 2020 års folkräkning hade Trotwood 23 070 invånare.